# 산화 알루미늄

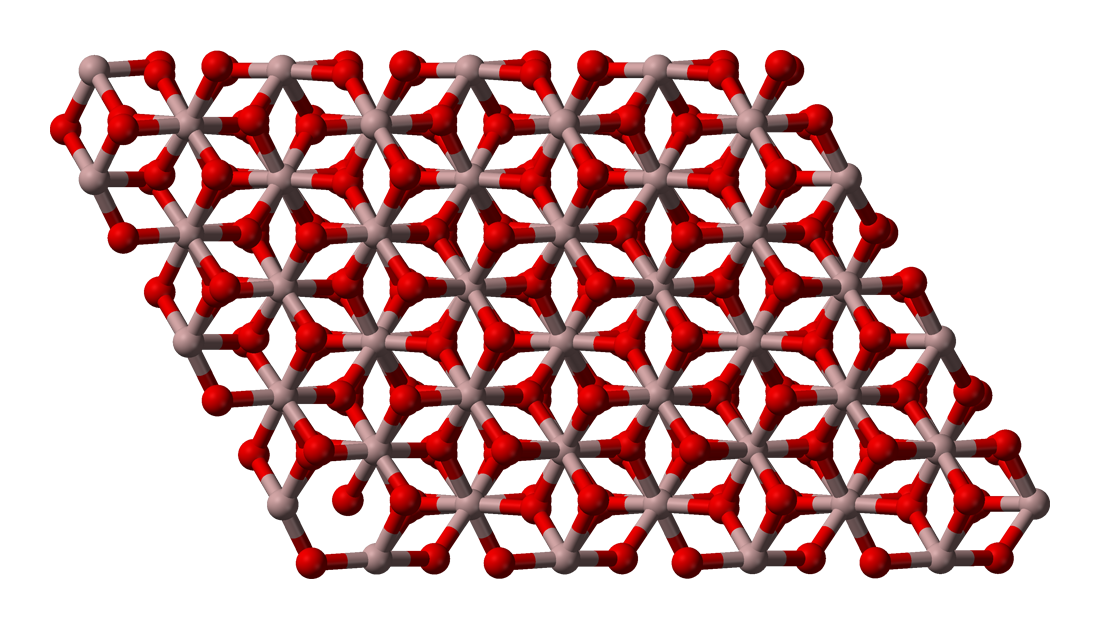
3차원 공간으로 표현한 산화 알루미늄

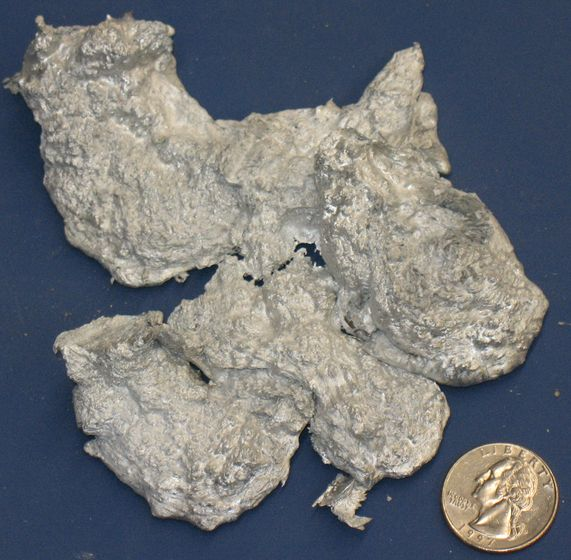

산화 알루미늄(Aluminium Oxide)은 화학식 Al2O3을 만족하는 양쪽성 산화물이다. 알루미나(Alumina), 알록사이트(Aloxite)라 불리기도 한다.

## 생성
- co2
- H2O

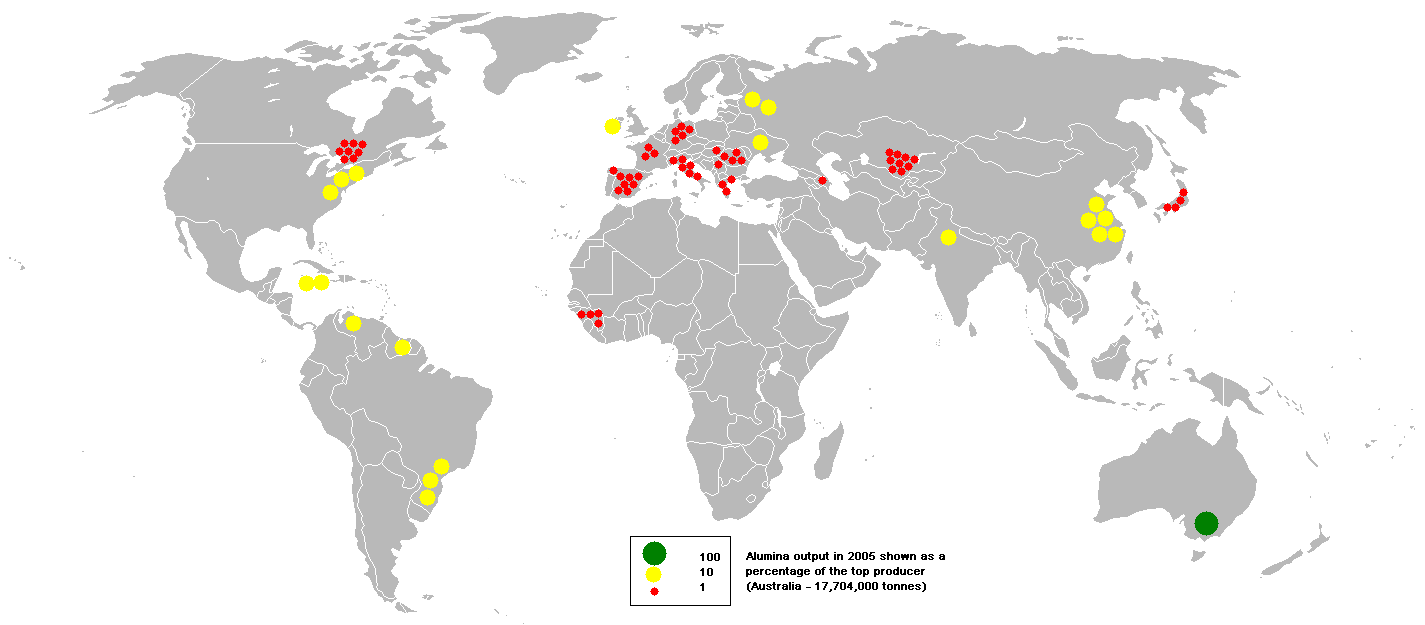
산화 알루미늄 생산량 (2005년)

- 2 Al(OH)3 → Al2O3 + 3 H2O

## 전기분해를 이용한 정제

### 산화 알루미늄 분리
보크사이트(bauxite)는 산화 알루미늄(Al 2O3)과 산화철(Ⅲ)(Fe2O3), 실리카(silica)(SiO2)와 그 외 금속염 불순물이 섞여있는 혼합물이다. 전기 분해를 위해서는 산화 알루미늄만 분리해야 한다. 보크사이트에서 산화 알루미늄의 분리는 베이어 처리(Bayer process)를 이용한다. 이 처리 과정은 양쪽성의 산화 알루미늄이 강염기에 용해되는 반면, 산화철(Ⅲ) 및 다른 불순물은 용해되지 않는 원리에 기초한다. 보크사이트를 강염기인 수산화 나트륨(sodium hydroxide)(NaOH)에 녹이면, 다음과 같은 알짜 이온 반응식을 따른다.
Al 2O3(s) + 2OH-(aq) +3H2O(l) → 2Al(OH)4-(aq)
수산화 이온(OH-)과 용해되지 않은 불순물을 거른 후, 거른 용액을 냉각시켜 과포화 상태를 만들어 재결정시키면 순수한 수화된 산화 알루미늄(Al 2O3·3H2O)이 침전한다.
2Al(OH)4-(aq) → Al 2O3·3H2O(s) + 2OH-(aq)
침전된 수화 산화 알루미늄을 1200°C에서 가열하면 수화된 물은 제거되고, 순수한 산화 알루미늄(Al2O3)을 얻을 수 있다.

### 산화 알루미늄 전기 분해
베이어 처리에 의해서 정제된 산화 알루미늄은 홀-에루 공정(Hall-Hḗroult process)에 의해서 전기 분해되어 순수한 알루미늄(Al)으로 정제된다. 미국의 찰스 홀과 프랑스의 폴 에루(Paul Hḗroult)가 21세의 나이 때 각각 독립적으로 개발한 공법이다. 이 공법은 빙정석(Na3AlF6)과 산화 알루미늄을 함께 녹여 전기 분해하는 원리를 갖는다. 빙정석은 산화 알루미늄에 대하여 매우 효과적인 용매인데, 순수한 빙정석의 경우 녹는점(Melting point)이 약 1000 °C인 것에 비해, 산화 알루미늄을 포함한 빙정석의 녹는점은 약 950 °C이다. 이 온도는 산화 알루미늄을 전기 분해하기 위해 액체로 녹여야 하는 온도인 2050 °C에 비해 매우 낮은 온도로써, 공업적으로 비교적 저렴한 비용으로 순수한 알루미늄을 정제해낼 수 있는 이점을 가졌다. 전기 분해가 일어나는 전기 분해 용기는 산화 반응이 일어나는 양극(산화극: anode)인 탄소봉과, 환원 반응이 일어나는 음극(환원극: cathode)인 탄소 코팅 철로 구성되어 있다. 이러한 용기를 이용하는 전기 분해의 전체 화학 반응식은 다음과 같다.
2Al2O3 + 3C → 4Al + 3CO2
그러므로 산화극의 탄소봉은 반응이 진행됨에 따라 소모되므로 지속적인 전기 분해를 위해서는 정기적으로 교체해 주어야 한다.

## 같이 보기
- 알루미늄